# اویراسبورگ
اویراسبورگ (به آلمانی: Eurasburg) یک شهر در آلمان است که در بایرن واقع شده‌است.

## خصوصیات
اویراسبورگ ۴۰٫۹ کیلومترمربع مساحت دارد ۶۰۰ متر بالاتر از سطح دریا واقع شده‌است.